# Nanogramo
El nanogramo es una unidad de medida de masa del SIU, de símbolo ng, equivalente a la milmillonésima parte de un gramo, es decir, un nanogramo corresponde a 1/1.000.000.000 gramo, en notación científica 10^(-9) gramos equivalen a 1 nanogramo. También correspondería a la billonésima parte de un kilogramo, es decir 1 nanogramo es 1/1.000.000.000.000 kilogramo.
| Unidad     | Símbolo | Equivalencia        | 10x   |
| ---------- | ------- | ------------------- | ----- |
| gramo      | g       | 1                   |       |
| miligramo  | mg      | 0.001 g             | 10−3  |
| microgramo | µg      | 0.000001 g          | 10−6  |
| nanogramo  | ng      | 0.000000001 g       | 10−9  |
| picogramo  | pg      | 0.000000000001 g    | 10−12 |
| femtogramo | fg      | 0.000000000000001 g | 10−15 |